# Три крста
Три крста (литв. Trys kryžiai , пољ. Góra Trzykrzyska) је истакнути споменик у Вилњусу, Литванија, на брду Три крста, првобитно познатом као Ћелаво брдо (литв. Plikasis kalnas), у парку Калнаи. Према легенди, која свој извор налази у појединим историјским догађајима, на врху брда је седам фрањеваца одсечена глава. Од раног 17. века на локацији су постављени дрвени крстови, који су постали симбол града и саставни део обриса града.
Како је дрво трулило, крстове је требало периодично мењати. Године 1916, бетонски споменик је пројектовао пољско-литвански архитекта и вајар Антони Вивулски или Антанас Вивулскис на литванском. Споменик је срушен 1950. године по налогу совјетских власти. На његовом месту 1989. године подигнут је нови споменик који је дизајнирао Хенрикас Шилгалис. Споменик је био приказан на новчаници од 50 литаса. Панорама Старог града Вилњуса може се посматрати са мале осматрачнице у подножју крстова.

## Легенда
Према Биховјечкој хроници, четрнаест фрањеваца је у Вилњус из Подолије позвао Петрас Гоштаутас. Фратри су јавно проповедали јеванђеље и псовали литванске богове. Огорчени становници града спалили су манастир и побили свих четрнаест фратара. Седморици њих су одсекли главе на Голом Брду; осталих седам је разапето и бачено у реку Вилију. Чињеничној тачности приче је предмет расправе међу историчарима. Прича би могла бити улеошана верзија из Chronica XXIV Generalium о двојици фрањеваца убијених око 1340. године или разрађена верзија приче из De Conformitate Vitae B. P. Francisco Бартоломеја Риноника о пет фрањевачких мученика. Уколико се прича одиграла у време о којем пише Ринонико, догађај се највероватније догодио 1369.

## Историја
Без обзира да ли је легенда о фрањевачким мученицима истинита или не, њихова прича се ширила од почетка 16. века. Првобитна дрвена Три крста подигнута су на Голом брду, месту где је седморо фратара погубљено, негде пре 1649. године. То је година када су крстови приказани у панегирику бискупу Јержију Тишкјевичу. Отприлике у исто време Тишкевич је започео поступак канонизације четрнаест фратара. Постоје докази да су крстови изграђени пре 1636. године, јер су, према Јану Непомуцену Фијалеку, крстови били приказани и на два сребрна портрета Светог Казимира који су направљени 1636. године и окачени у Вилњуској катедрали.  Међутим, портрети нису сачувани и Фијалекова тврдња се не може проверити.
Дрвени крстови су се срушили 1869. године и царске власти нису дозволиле обнову. Нови споменик од армираног бетона по пројекту Антонија Вивулског подигнут је августа 1916. године, док су Вилњус током Првог светског рата окупирали Немци. Споменик су совјетске власти срушиле 30. маја 1950. године. Становници Вилњуса су желели да се врате. За време покрета за независност Литваније споменик је обновљен на старим темељима према пројекту вајара Хенрикаса Шилгалиса. Споменик је откривен 14. јуна 1989. Сада су обновљени крстови 18 метара високи и виши су од претходе верзије споменика из 1916. године. Неколико метара испод обновљеног споменика виде се поломљени делови старог споменика.